# Ihsan Barakat
Ihsan Zuhdi Barakat  (* 1964 in  Jordanien) ist eine jordanische Juristin. Sie war die erste Frau in Jordanien, die als Generalstaatsanwältin von Amman  berufen wurde und dem Gericht in West-Amman vorstand. 2017 wurde sie als erste Generalstaatsanwältin an den Obersten Gerichtshof des Landes berufen.

## Karriere
Barakat studierte Rechtswissenschaft an der Universität von Jordanien, wo sie 1986 ihren Abschluss erhielt. Anschließend arbeitete sie 15 Jahre lang als Rechtsanwältin und Rechtsberaterin in ihrer eigenen Anwaltskanzlei. Sie wurde 2002 Richterin am Gericht erster Instanz in Amman und zwei Jahre später an das Berufungsgericht versetzt.
Von 2004 bis 2005 war sie neun Monate lang Direktorin für internationale Beziehungen im Justizministerium, wo sie als Mitglied des Ausschusses für Gesetzgebung und Justiz an der Ausarbeitung der Nationalen Agenda beteiligt war. Im Juni 2007 wurde sie die erste Frau, die das Amt einer Gerichtspräsidentin in Jordanien innehatte und zugleich den Vorsitz im Gericht von West-Amman übernahm.
Sie wurde 2017 die erste Generalstaatsanwältin des Landes und die erste Frau, die an den Obersten Gerichtshof des Landes berufen wurde.  2018 wurde sie zur Richterin am Kassationsgericht ernannt und ist die erste jordanische Richterin, die diese Position innehat. Gleichzeitig veröffentlichte Premierminister Hani al-Mulki ein Rundschreiben an Ministerien und offizielle Institutionen, um die Gleichstellung der Geschlechter bei offenen Arbeitsplätzen sicherzustellen. Er wies die Personalmitarbeiter in den Ministerien und offiziellen Abteilungen an, diese Anweisung im Rahmen der Ernennungsverfahren einzuhalten.
Barakat wurde aufgrund der Entscheidung des Justizrates vom 10. Oktober 2018 für zwei Jahre zur Generaldirektorin des Jordanischen Justizinstituts berufen.
Als Verfechterin der Frauenrechte in Jordanien ist sie Mitglied des Vorstands der Jordanischen Nationalkommission für Frauen und war Präsidentin des Arab Women’s Legal Network, dessen Ziel es ist, Frauen in der gesamten Region zu unterstützen, die im Rechtswesen tätig sind. Das Netzwerk wurde 2005 mit der Unterstützung von Königin Rania von Jordanien gegründet.
Barakat ist verheiratet und hat zwei Töchter.